# Anthony Durham
Anthony Durham (Philadelphia, Pennsylvania, 6 de agosto de 1994) es un jugador de baloncesto estadounidense que pertenece a las filas del Asseco Prokom Gdynia del Polska Liga Koszykówki. Mide 1,91 metros de altura y ocupa la posición de base.

## Biografía
Se formó como jugador en la Universidad Rider en Lawrenceville (Nueva Jersey) donde jugó durante cuatro temporadas la NCAA con los Rider Broncs. Tras no ser drafteado en 2019, Durham firmó con Enosis Neon Paralimni B.C. de la Primera División de baloncesto de Chipre, en el que disputó 10 disputados en los que promedió 10,70 puntos. 
El 29 de diciembre de 2019, firmó con BC Kolín de la Národní Basketbalová Liga en la República Checa. 
El 22 de octubre de 2021, firmó con Asseco Prokom Gdynia del Polska Liga Koszykówki.